# Next3
Next3 är ett svenskt pojkband som består av Jimmy Almgren, Adam Soliman och Gonzalo Flores. Gruppen framför låtar med spanskt sound, och de deltog i Melodifestivalen 2009 med låten Esta Noche. Låten kom 6:a i deltävlingen i Malmö och bandet blev därmed utslaget.

## Diskografi

### Singlar
- 2008 - Baby (Give Me A Try)
- 2009 - Esta Noche